# Valašské Meziříčí (zámek)
Zámek ve Valašském Meziříčí (známý spíše jako zámek Žerotínů), se nachází ve stejnojmenném městě, ležícím asi 15 km severně od centra okresního města Vsetína ve Zlínském kraji. Původně renesanční zámek, zbudovaný Pernštejny na přelomu 30. a 40. let 16. století, později barokně a rokokově upravovaný, je od 3. května 1958 chráněn jako kulturní památka. Objekt je majetkem města Valašského Meziříčí a sídlí v něm městské Kulturní zařízení. Prostory jižního křídla jsou od roku 2014 využívány Muzejním a galerijním centrem, jež v zámku provozuje historickou expozici, věnovanou dějinám města a šlechtického rodu Žerotínů. Sklepní prostory v severním křídle zámku pak slouží divadelnímu a hudebnímu M-klubu, který ve Valašském Meziříčí působí nepřetržitě od roku 1971. Ve druhém patře a podkroví je zřizován Zámecký penzion.
Součástí zámeckého areálu jsou rovněž budovy bývalé sýpky a vězeňské kaple, situované na druhém zámeckém nádvoří, které byly po rekonstrukci z let 2006–2008 adaptovány pro potřeby turistického informačního centra a galerie moderního umění.

## Historie

### Pernštejnové

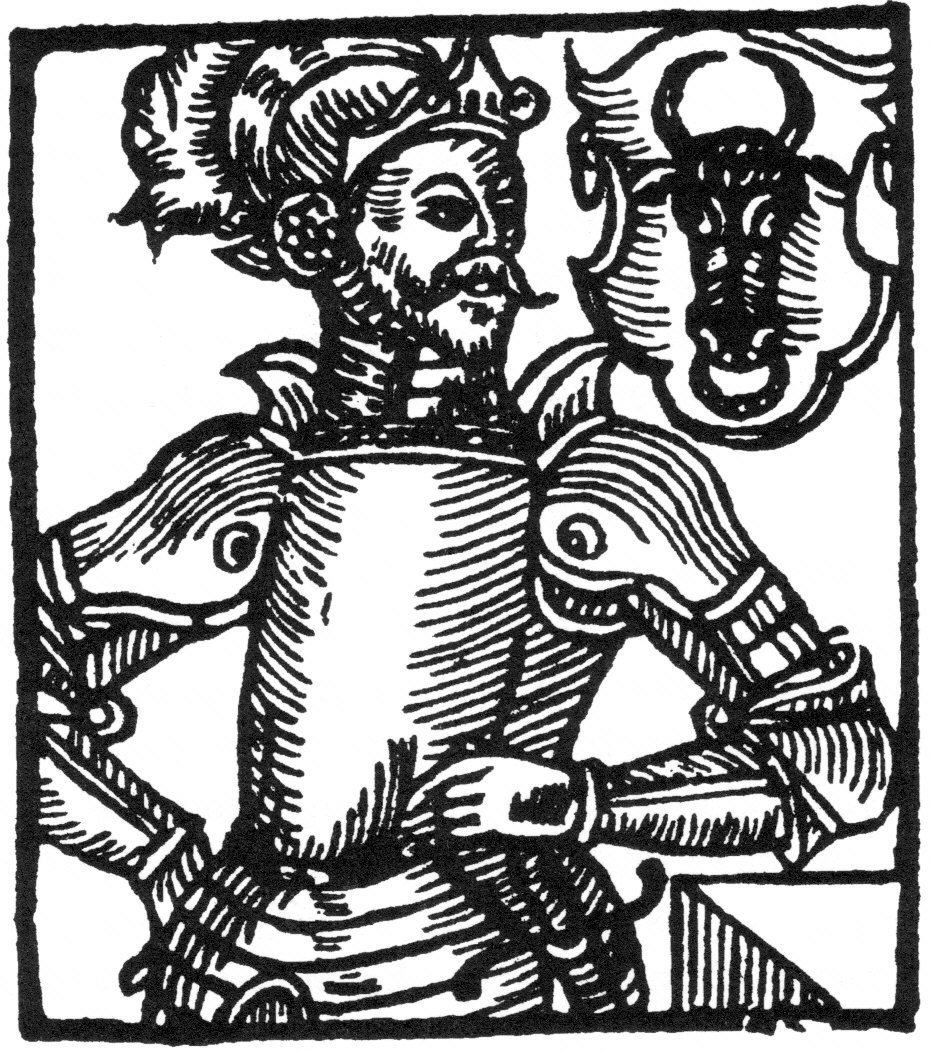
Podobizna Jana IV. z Pernštejna (1487–1548) z Paprockého Zrcadla slavného markrabství moravského (1593)

V roce 1532 zakoupil za 28 000 zlatých rozsáhlé rožnovské panství od bratří Jana a Jaroslava ze Šelmberka moravský zemský hejtman Jan IV. z Pernštejna (1487–1548). Ten se na podzim 1538 obrátil na krále Ferdinanda I. s žádostí o povolení zbořit starý hrad v Rožnově pod Radhoštěm, jehož správní funkce měla být přenesena na zámek v Meziříčí, který Pernštejn plánoval vystavět. Panovník šlechtici vyhověl a nejspíše už v roce 1539 byla zahájena stavba nového meziříčského zámku, pro nějž bylo vybráno vyvýšené místo na levém břehu Rožnovské Bečvy, zakomponované do soustavy městských hradeb, postupně budovaných mezi léty 1538–1559. Písemnými prameny je zámek poprvé doložen k roku 1545 v artikulích kovářského cechu. Zvolený stavební pozemek ale neležel na rožnovském panství, nýbrž na biskupském léně Meziříčí, za což musel Pernštejn postoupit olomoucké diecézi jako kompenzaci území, nazývané Vrbí, rozkládající se na pravém břehu Rožnovské Bečvy. Od té doby tak zámecký areál ležel na dědičném rožnovském (později nazývaném rožnovsko-krásenském) panství, zatím co okolní město tvořilo součást biskupského lenního statku Meziříčí.
Navzdory investicím se však zámek Pernštejnovým trvalým sídlem nestal a využíval jej pouze sporadicky jako lovecké sídlo; to dokládá inventář z roku 1552, zachytávající předměty, které byly o pět let dříve převezeny z Meziříčí na Pernštejnův nedaleký hrad Helfštýn. Mimo jiné šlo o deset tenat na srnčí zvěř, 25 tenat na zajíce, dva toulce, deset oštěpů a sudlic, 17 hákovnic či 14 ručnic. Od druhé poloviny 40. let 16. století začal o rožnovské panství ztrácet zájem a dne 27. dubna 1547 jej za 12 000 kop grošů předal do pětileté zástavy Vilémovi ze Žerotína, svému věřiteli. O tři měsíce později odprodal také sousední vsetínské panství bratřím Nekšům z Landeka a ještě v průběhu téhož roku změnil zástavní smlouvu s Žerotínem na smlouvu o prodeji. Do zemských desk bylo rožnovské panství Vilémovi ze Žerotína zapsáno dne 6. ledna 1548.

### Žerotínové

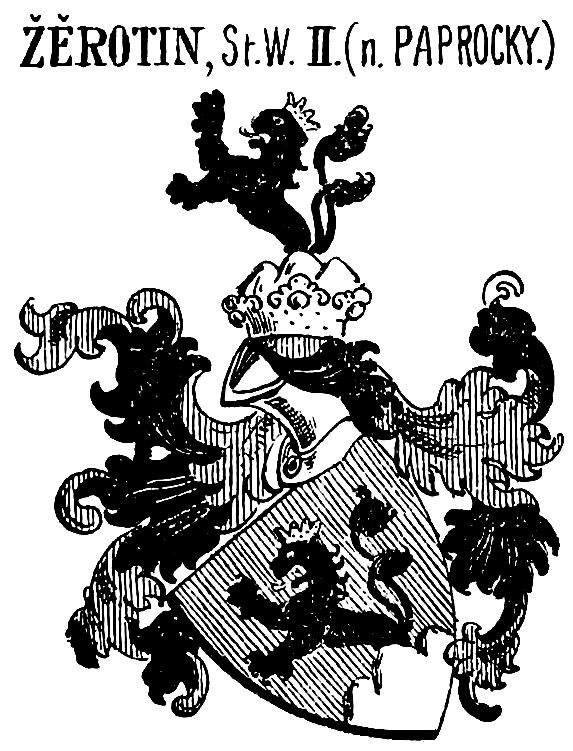
Erb rodu Žerotínů

Do stavební podoby meziříčského zámku Vilém ze Žerotína příliš nezasáhl, protože už nedlouho po roce 1549 zemřel. Majetky, k nimž patřilo i sousední panství Starý Jičín, zdědili jeho synové Jan († po roce 1557), Karel († 1593) a Bernard († 1598). Držitelem rožnovského panství a meziříčského zámku se posléze stal nejmladší Bernard, jenž od olomouckého biskupa Marka Khuena obdržel roku 1561 také biskupské léno Meziříčí, jehož součástí bylo město (Valašské) Meziříčí a čtveřice okolních vesnic. Tento majetkový celek pak až do roku 1692 patřil meziříčské větvi rodu Žerotínů, kterou Bernard založil. Po jejím vymření se zámek ocitl v rukách větví losinsko-vízmberské (1692–1706; 1779–1815) a falkenberské (1706–1779).

#### Meziříčská větev rodu Žerotínů (1560–1692)
Bernard ze Žerotína zpočátku spolu se sourozenci sídlil na hradě ve Starém Jičíně, ale už v polovině 60. let 16. století přesunul svou rezidenci na zámek do Meziříčí. Pokračoval v jeho rozšiřování a renesančních úpravách, o čemž mimo jiné svědčí stížnost meziříčských měšťanů na Žerotína, který je měl nutit k nočním hlídkám na rozestavěném zámku. Součástí zvětšeného zámeckého areálu se stala původní městská brána, která proto musela být v roce 1570 nahrazena novou, tzv. Poličenskou bránou, zbudovanou zhruba 140 m jižněji od zámku. Na přestavbě se zřejmě podíleli původem italští kameníci František Pela Vlach a Petr Minikát Vlach. Po Bernardově smrti zdědil zámek a panství jeho syn Jan Vilém ze Žerotína († 1608), za jehož působení město dne 15. srpna 1607 postihl katastrofální požár, který měl zdevastovat 80 domů, nedávno rekonstruovaný farní kostel a městskou radnici i s archivem. Zámek patrně zasažen nebyl a tak na něm mohl Jan Vilém ze Žerotína vydat listinu, jejímž prostřednictvím měšťanům potvrdil všechna privilegia, zničená požárem. Zkraje následujícího roku ale Žerotín během pobytu v Mikulově nečekaně zemřel a panství přešlo na jeho nedospělé syny Bernarda († 1655) a Baltazara († 1644), jejichž poručníkem se stal Jetřich ze Žerotína (†po roce 1634), mladší bratr Jana Viléma.

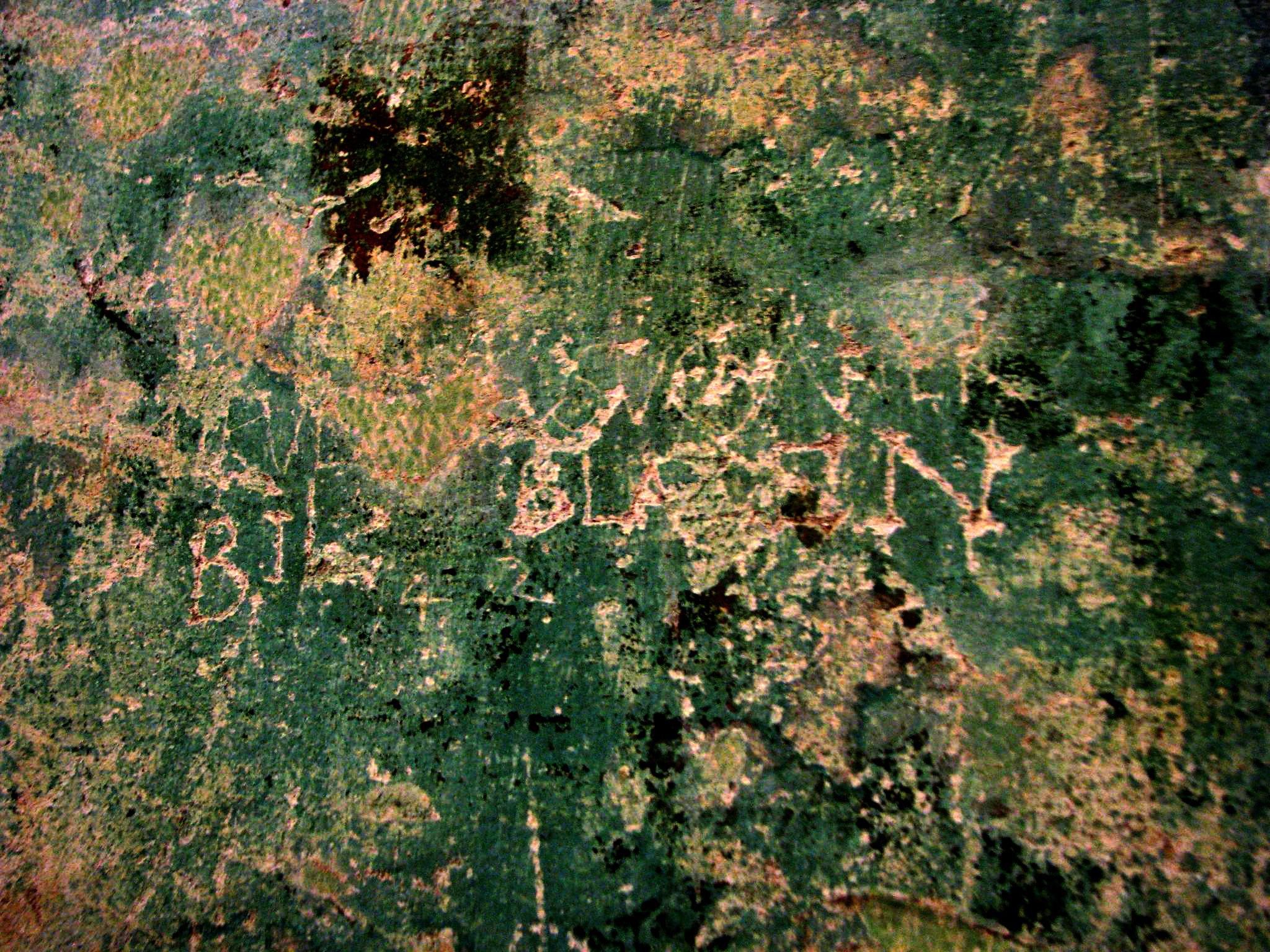
Dobové nápisy na stěně v interiéru jižního křídla zámku Žerotínů

Jetřich navázal na stavební aktivity svého otce Bernarda a při zámku nechal zřídit jízdárnu. Během třicetileté války (1618–1648) byl zámek spolu s městem několikrát poškozen a vyrabován. Roku 1620 jej například přepadli polští kozáci lisovčíci a rozehnali jistou svatbu, která na zámku probíhala. Dne 14. února 1648 byl pak zcela vypálen švédskými jednotkami. Protože se Jetřich ze Žerotína a jeho synovec Bernard zapojili do stavovského povstání, byly jim jejich podíly na rožnovském panství a biskupském léně Meziříčí zkonfiskovány. Zpět je získal Baltazar ze Žerotína, mladší bratr konfiskací postiženého Bernarda, jenž na radu Karla staršího ze Žerotína přijal katolickou víru a zařadil se mezi stoupence rekatolizační politiky císaře Ferdinanda II. Za podíly na meziříčském biskupském léně musel roku 1628 zaplatit 6 000 zlatých a k nim ještě připojit dva tažné a šest kočárových koní; podíly na rožnovském panství obdržel o rok později. Podle inventáře z roku 1644, pořízeného krátce po Baltazarově smrti, byl meziříčský zámek zařízen četným mobiliářem. Nechyběla ani rozsáhlá zbrojnice, mj. obsahující dva katovské meče, vlašskou brokovnici nebo pozlacené a postříbřené kordy.
Obnovy šlechtického sídla po třicetileté válce se ujal Baltazarův nejmladší syn Bernard Ferdinand ze Žerotína († 1692), jemuž rožnovské panství i se zámkem připadlo poté, co si roku 1659 rozdělil otcovské majetky se svými bratry. Rozvrácenou ekonomickou situaci se mu podařilo konsolidovat snahou o podnikání ve vlastní režii (např. zřizováním nových hospodářských dvorů) a zámek se postupně změnil v kulturní a společenské centrum regionu. Ačkoliv byl Bernard Ferdinand ze Žerotína celkem třikrát ženatý a do jeho manželství se narodilo celkem devět dětí, dospělosti se dožila jenom dcera Marie Alžběta Sidonie († 1699), od roku 1679 provdaná za hornorakouského šlechtice Jana Ignáce hraběte z Rödernu. Ve svém testamentu odkázal Bernard Ferdinand dceři nárok na veškerý movitý majetek včetně klenotů, ale rožnovské panství i s meziříčským zámkem měl po jeho smrti získat Maxmilián František Antonín ze Žerotína (1662–1706), vzdálený příbuzný z losinsko-vízmberské větve rodu.

#### Maxmilián František ze Žerotína (1692–1706)

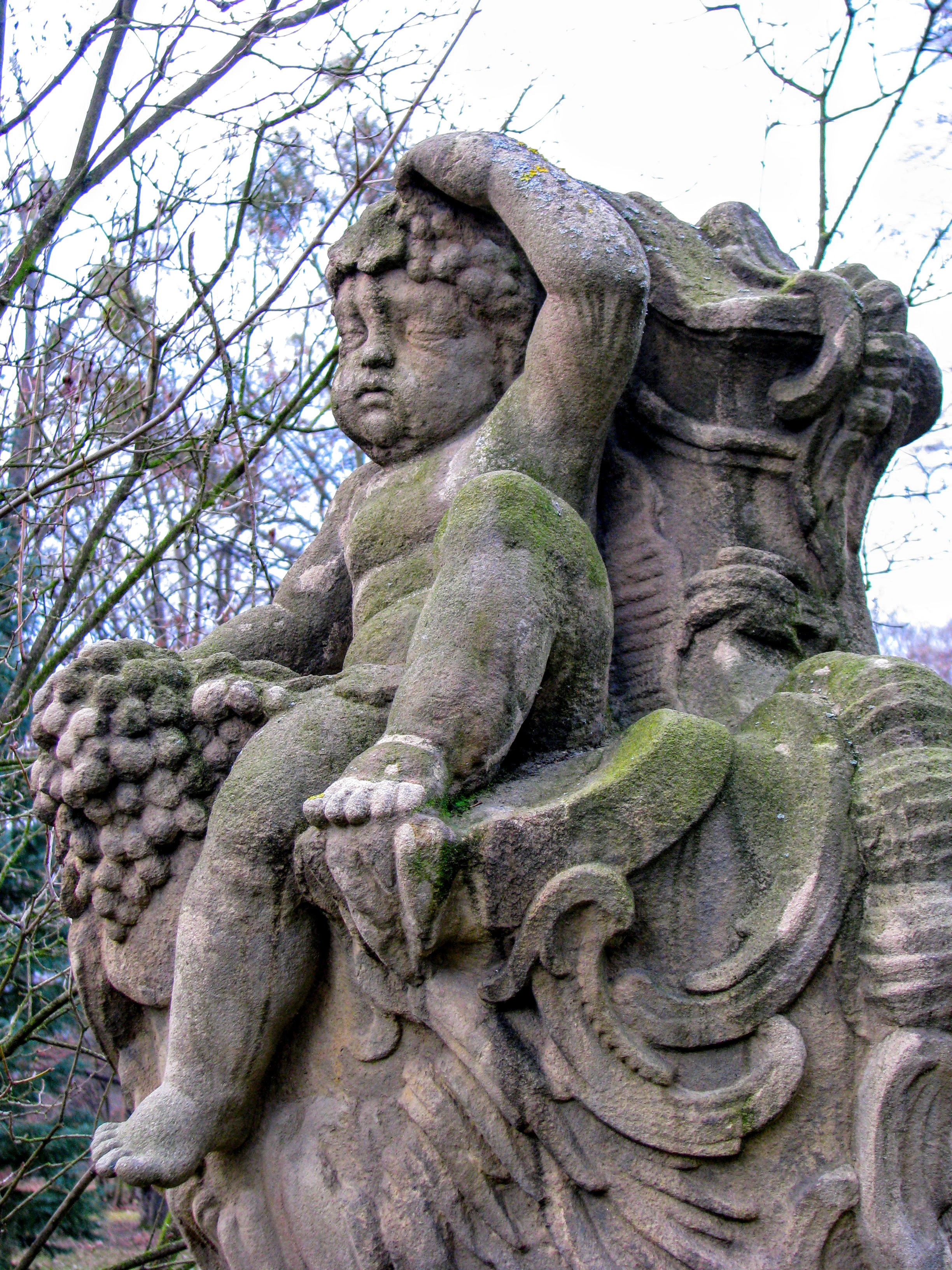
Socha putta, pocházející z bývalé francouzské zahrady u zámku Žerotínů, dnes stojící v parku u zámku Kinských

Rožnovsko-krásenského panství i meziříčského zámku se Maxmilián František ze Žerotína ujal po Bernardově smrti v září 1692 a po komplikovaných sporech s olomouckým biskupem Karlem II. z Lichtenštejna-Kastelkornu převzal roku 1694 rovněž biskupské léno Meziříčí. Zámek se stal součástí šlechticovy soustavy sídel, kam kromě Meziříčí patřil též zámek Vízmberk (dnes Loučná nad Desnou) u Šumperka, Drahanovice u Olomouce a městský dům na olomouckém Dolním náměstí. Na přelomu 17. a 18. století měl meziříčský zámek podobu trojkřídlé budovy, navazující na městské hradby a uzavírající obdélníkové nádvoří lemované dřevěnou, patrně konzolovitě vynesenou pavlačí. Před nádvorními průčelími severního a jižního křídla byla zbudována dvouramenná schodiště. Na východní straně nádvoří stála zámecká brána, nad kterou byla v roce 1698 zednickým mistrem Janem Čertoltem vystavěna hodinová věž, jež se však o devět let později zřítila. Přístup na západně orientované druhé nádvoří, kde byla situována studna, umožňoval průjezd v západním křídle. Součástí zámeckého areálu byly též stáje pro koně a kočárovna, kde se podle inventáře z roku 1706 nacházelo několik kočárů, kolesek a zdobených sání. K zámku dále patřila „panská zahrada“, o kterou se za Maxmiliána Františka ze Žerotína staral zahradník Jakub David, usedlý v městečku Krásně nad Bečvou.
Kuchyně, umístěná v přízemí, byla podle soupisu z roku 1706 vybavená patřičným kuchyňským náčiním. Pokoje prvního patra, zařízené různým nábytkem, dekorovaly kožené tapety, obrazy a také zbraně. V jedné z místností nechyběl ani módní kulečníkový stůl s vybavením. Od počátku 90. let 17. století Žerotín ve svých službách zaměstnával malíře Bernarda Bonaventuru Velehradského († 1729), jehož obrazy zdobily jak meziříčský zámek, tak žerotínský městský dům v Olomouci. Protože zůstal Maxmilián František ze Žerotína bezdětný, odkázal rožnovsko-krásenské panství i se zámkem svému vzdálenému bratranci Karlovi Jindřichovi ze Žerotína (1672–1716), pocházejícímu z falkenberské větve rodu usazené ve Slezsku. Biskupské léno Meziříčí přešlo po Maxmiliánově smrti na jeho mladšího bratra Jana Jáchyma ze Žerotína (1667–1716).

#### Falkenberská větev rodu Žerotínů (1706–1779)

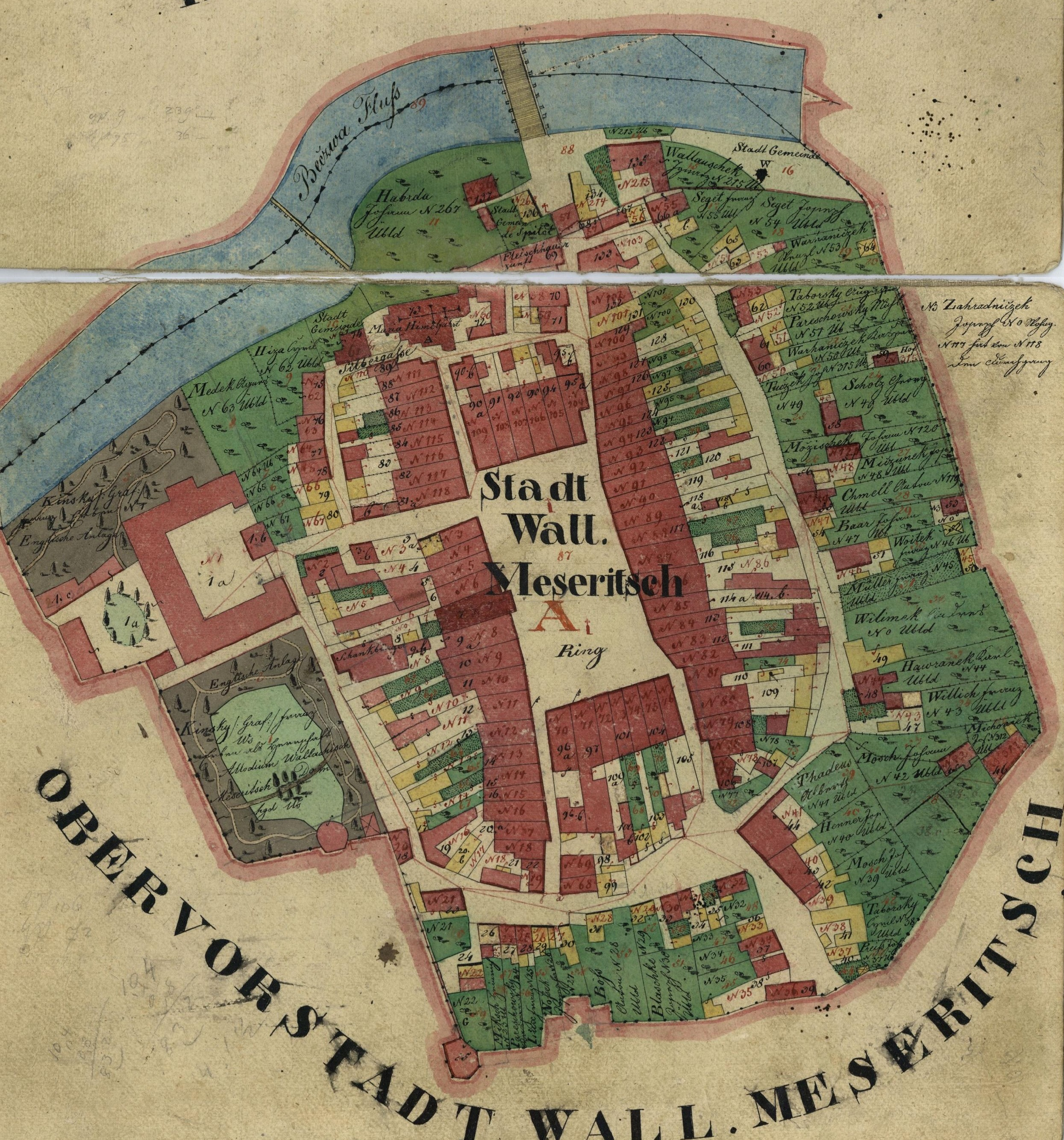
Zámek Žerotínů (zcela vlevo) s přilehlým parkem a hospodářským zázemím na indikační skice stabilního katastru z roku 1834

Éra Karla Jindřicha ze Žerotína se do stavební podoby zámku promítla zřízením dnes již neexistujícího dřevohlinitého opevnění bastionového typu, které vyrostlo na druhém zámeckém nádvoří zřejmě před rokem 1710. Dle názoru historika Petra Zajíce mohla být provizorní fortifikace zámku vybudována v reakci na kurucké nájezdy, jež východní a jihovýchodní Moravu opakovaně sužovaly v letech 1703–1710. Po Karlově náhlé smrti zdědil rožnovsko-krásenské panství jeho bratr František Ludvík hrabě ze Žerotína (1682–1731), císařský rada a hejtman opolského kraje, který zahájil velkorysou barokní přestavbu celého objektu, dokončenou v roce 1725. Zámek tehdy získal druhé poschodí, mansardovou střechu a novou úpravu fasád, čímž stavba nabyla zhruba svou současnou dispozici. Jižně od zámku byl založen francouzský park, kde zámečtí zahradníci pěstovali např. citronovníky, pomerančovníky a vavříny. Zahradu dekoroval soubor barokních a rokokových soch a na její jižní straně později vyrostla také sala terrena. Interiéry nechal hrabě zaplnit zrcadly a obrazy, na zámku se pořádaly maškarní bály. V blízké Zašové dokončil Žerotín výstavbu poutního kostela a v jeho blízkosti nechal založit trinitářský klášter. Stavělo se též na kopci Helštýně mezi Krásnem nad Bečvou a Krhovou, kde byl nejspíše za Františka Ludvíka postaven letohrádek, na mapách prvního vojenského mapování označovaný jako „Belvedere“. Po smrti Františka Ludvíka ze Žerotína se poručnické správy za nezletilé syny ujala jeho manželka Ludovika Karolína ze Žerotína (1692–1750), dcera losinsko-vízmberského Jana Jáchyma ze Žerotína a sestra Jana Ludvíka hraběte ze Žerotína (1691–1761), jenž od roku 1716 držel lenní statek Meziříčí.
Ve 30. letech 18. století rostla nespokojenost poddaných rožnovsko-krásenského panství, což vedlo k několika ozbrojeným bouřím, namířeným zejména proti vrchnostenským úředníkům, sloužícím Františkovi de Paula Josefovi hraběti ze Žerotína (1720–1755), který spolu se starším bratrem Michaelem Josefem hrabětem ze Žerotína (1719–1779) převzal v roce 1743 správu otcovských statků do vlastní režie. Od roku 1748 byl majitelem východomoravského panství pouze František de Paula, zatím co Michael Josef řídil rodová panství Falkenberg (dnes Niemodlin) a Tillowitz (dnes Tułowice) ve Slezsku. Po smrti svobodného a bezdětného Františka de Pauly Josefa ze Žerotína v roce 1755 zdědil zámek a panství Michael Josef ze Žerotína, který do Meziříčí v 60. letech 18. století povolal malíře Josefa Ignáce Sadlera, jenž zhotovil rokokovou freskovou výzdobu zámecké kaple Smrtelných úzkostí Ježíše Krista. Ani Michael Josef se však nikdy neoženil a jako poslední mužský příslušník falkenberské větve rodu odkázal meziříčský zámek s rožnovsko-krásenským panstvím svému bratranci Ludvíkovi Antonínovi hraběti ze Žerotína (1723–1808), majiteli Velkých Losin a držiteli arcibiskupského léna Meziříčí, čímž se oba majetkové celky po několika desetiletích opět ocitly v rukách stejného vlastníka.

#### Losinsko-vízmberská větev rodu Žerotínů (1779–1815)

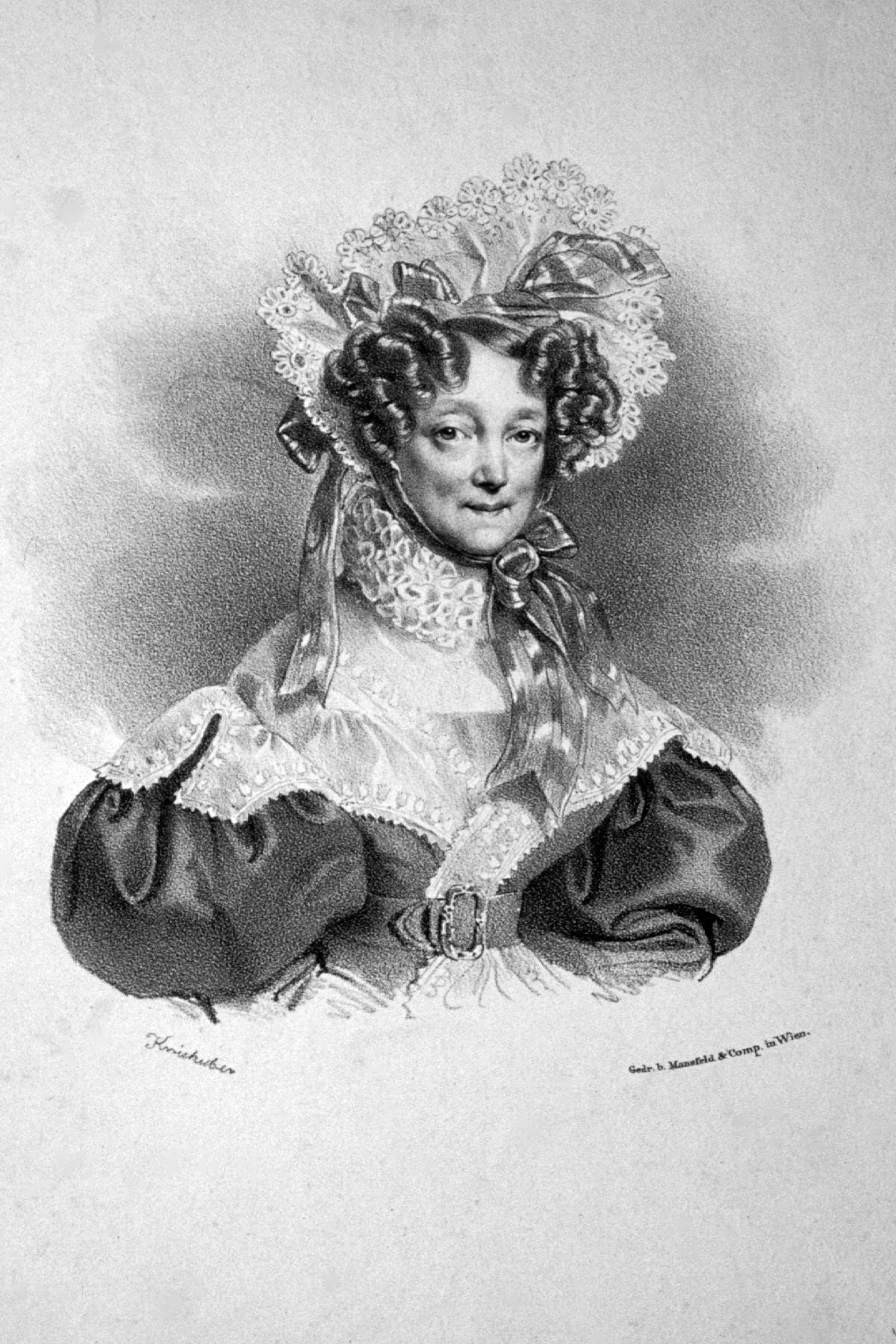
Marie Josefa ze Žerotína, provdaná z Fürstenberka (1771–1857), na litografii z roku 1830

Zadlužený Ludvík Antonín ze Žerotína odprodal velkolosinské panství v roce 1802 Lichtenštejnům a své hlavní sídlo přenesl na zámek do Meziříčí. V polovině prosince 1805 byl zámek upraven pro potřeby vojenského lazaretu, v němž byli ošetřováni ranění a umírající vojáci z bitvy u Slavkova. Zásobování zámecké nemocnice ložním prádlem, obvazy, potravinami a slámou měla na starosti především okolní panství (Branky, Choryně, Hustopeče nad Bečvou, Lešná a Starý Jičín), která materiály dodávala dle pravidelných rozpisů. Lazaret v zámku fungoval až do konce května 1806 a dohromady v něm zemřelo 1216 rakouských a 12 ruských vojáků. Na památku zemřelých byl roku 1901 v meziříčském parku Abácie vztyčen pískovcový obelisk.
Ludvík Antonín ze Žerotína zemřel roku 1808 a z jeho závěti vyplývá, že si na zámku vydržoval hudební kapelu. Kolekce pušek, jež se na zámku rovněž nacházela, měla být rozdělena mezi jeho tři zetě. Jižně a severně od zámku se rozkládal anglický park. Panství zdědila druhorozená dcera Marie Josefa ze Žerotína (1771–1857), provdaná za Fridricha Josefa lankraběte z Fürstenberka (1751–1814). Po jeho smrti se rozhodla rožnovsko-krásenské panství i se zámkem prodat za 850 000 zlatých Františkovi de Paula Josefovi hraběti Kinskému (1784–1823). Sousední arcibiskupský lenní statek Meziříčí zůstal v držení potomstva Mariina strýce Josefa Karla hraběte ze Žerotína (1728–1814) a jeho správa byla postupně soustředěna do objektu tzv. Manského zámku na Žerotínově ulici.

### Kinští
Hrabě František de Paula Josef Kinský zesnul již osm let po koupi rožnovsko-krásenského panství. Zůstalo po něm pět nezletilých dětí, za které panství řídila jejich matka Terezie hraběnka Bruntálská z Vrbna (1789–1874) spolu se správcem Josefem Drobníkem. Pravděpodobně už v tomto období začali Kinští stavebně upravovat úřední budovu v Krásně nad Bečvou, zbudovanou Ludvíkem Antonínem ze Žerotína na počátku 19. století, kam postupně přesídlili a zámek Žerotínů v Meziříčí zůstal prázdný. Roku 1854 se správy velkostatku ujal Eugen hrabě Kinský (1818–1885), který nechal krásenskou úřední budovu nákladně přestavět a ta začala být nazývána zámkem Kinských. Dne 22. srpna 1854 pak starý zámek Žerotínů odprodal za 50 000 zlatých státu, jenž budovu přeměnil na ženskou trestnici.

### Zámek jako ženská trestnice

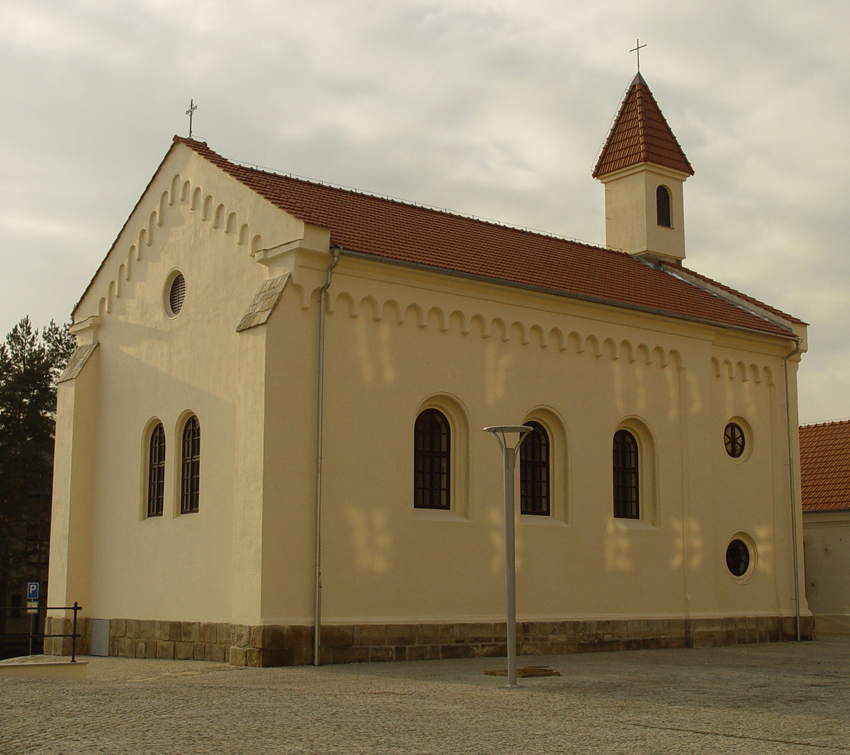
Bývalá vězeňská kaple, stojící na druhém zámeckém nádvoří

Císařsko-královský trestní a nápravní ústav (něm. k. k. Straf-und Correktionsanstalt) svou činnost oficiálně zahájil v dubnu 1855. Správa věznice byla svěřena Kongregaci Milosrdných sester svatého z Vincence Pauly, pocházejících ze štýrskohradeckého mateřince. Jejich dlouholetou představenou a zároveň ředitelkou valašskomeziříčské trestnice byla sestra Terezie Steinmasselová. Zámek byl radikálně přestavěn, došlo na zazdění venkovních arkád a některých oken, zřízení záchodů a v obou patrech i na schodištích byly osazeny nové dveře. Okna překryly kovové mříže a obě křídla zámku byla v průčelí spojena zdí s fortnou uprostřed. Budova čeledníku, stojící na druhém nádvoří, byla rozšířena a upravena na vězeňskou kapli, vysvěcenou dne 27. září olomouckým arcibiskupem Bedřichem z Fürstenberka. Soukromé bohoslužby pro sestry vincentky probíhaly v zámecké kapli Smrtelných úzkostí Ježíše Krista. Domácí škola pro výuku ženských ručních prací, kanceláře, prádelna a sklady nalezly prostory v přízemí, v prvním patře byly umístěny ubikace sester a ve druhém patře cely žalářnic. První vězeňkyně byly do města transportovány 15. dubna 1855 z brněnského Špilberku a vězení na Cejlu; šlo vesměs o ženy, usvědčené z krádeží, vražd dětí či žhářství. Za prvních 50 let existence trestního a nápravního ústavu jím prošlo celkem 6872 vězeňkyň, z nichž 952 v průběhu výkonu trestu zemřelo.
Přestupky vůči vězeňskému pořádku byly trestány půstem, samovazbou v temné cele, nasazením svěrací kazajky, přikováním k podlaze a tělesnými tresty. Ženy byly zaměstnávány spřádáním bavlny a lnu, tkaním lněných látek, výrobou obuvi, vyšíváním, pletením, háčkováním, sečením trávy, službou v kostele atp., za což mohly být odměněny finanční částkou ve výši 20 krejcarů. Strava trestankyň nebyla příliš bohatá a jednoduchý byl i jejich oděv, sestávající ze lněné košile se spodnicí, bavlněných šatů, bavlněné kazajky, šátku, bílého čepce, nitěných punčoch a bot.
Od počátku 20. století se počet trestankyň postupně snižoval a roku 1912 byla věznice uzavřena. Prázdný zámek za 250 000 korun zakoupil tehdejší olomoucký arcibiskup a kardinál František Saleský Bauer (ve funkci 1904–1915), rodák z nedalekého Hrachovce.

### Zámek ve 20. a 21. století

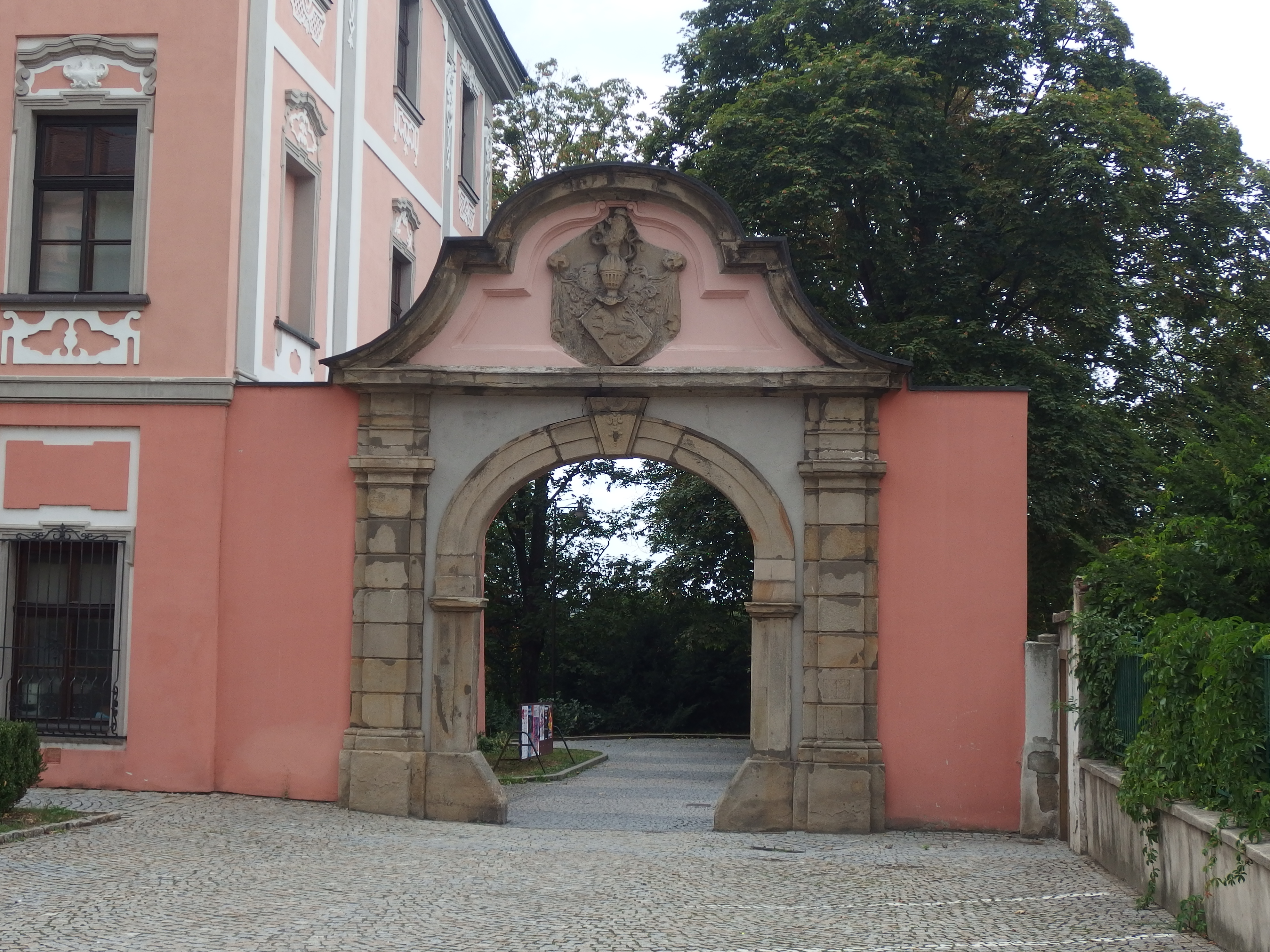
Barokní portál, přenesený k zámku Žerotínů počátkem 70. let 20. století z bývalého hospodářského dvora v Krásně nad Bečvou

Arcibiskup Bauer hodlal ze zámku učinit kulturní a společenské centrum, sloužící potřebám místních katolických spolků. Rekonstrukce objektu ale neproběhla hned. Po vypuknutí první světové války byl zámek znova upraven pro potřeby vojenské nemocnice, kde byli ošetřováni muži, vracející se do Valašského Meziříčí z východní fronty.
Plány zesnulého arcibiskupa Bauera byly oživeny po vzniku Československa. 2/3 zámeckého majetku patřily valašskomeziříčské farnosti, zbylou 1/3 disponoval Spolek katolického domu ve Valašském Meziříčí. Roku 1919 začala probíhat generální rekonstrukce, během níž vznikl pod vedením rožnovského stavitele Bayera v severním křídle zámku prostorný divadelní sál. První divadelní hru, Lešetínského kováře od Karla Weise, zde divadelní odbor Lidové jednoty odehrál dne 28. srpna 1928. Pod názvem „Lidový dům“ pak severní křídlo valašskomeziříčského zámku fungovalo až do roku 1951. Zámek poté sloužil jako sídlo Sdruženého klubu pracujících (od roku 1962 přejmenovaného na Klub pracujících města Valašského Meziříčí) a roku 1956 prošel rekonstrukcí realizovanou architektem Aloisem Balánem. V 60. letech 20. století byly upraveny sklepní prostory severního křídla, jež od roku 1971 slouží hudebnímu M-klubu. V témže roce byl Klub pracujících města Valašského Meziříčí přejmenován na Jednotné kulturní zařízení (JKZ) a pod tímto označením působil do roku 1989. Počátkem 70. let 20. století byl k zámku přenesen barokní portál s erbem rodu Žerotínů, předtím umístěný v areálu hospodářského dvora v Krásně nad Bečvou.
Jižní křídlo převzala československá armáda, která zámeckou budovu využívala coby vojenskou ubytovnu. Ve 20. letech 20. století došlo k částečnému poškození kaple Smrtelných úzkostí Ježíše Krista, jejíž fresky byly zalíčeny a strop, ozdobený výjevem archanděla Michaela bojujícího s démony, byl zcela stržen. V takto pozměněném prostoru bylo poté postaveno železobetonové schodiště. Po roce 1948 byly místnosti jižního křídla využívány různě, např. jako byty či pionýrské klubovny.
Výrazných změn doznalo druhé zámecké nádvoří, kde došlo při rozšiřování silnice v roce 1941 ke zboření části někdejší vězeňské kaple. Během úprav Sokolské ulice v roce 1940 byly u zdi bývalé zámecké zahrady nalezeny zbytky barokní a rokokové sochařské výzdoby, jež v 18. století dekorovala žerotínský francouzský park.

#### Po roce 1989

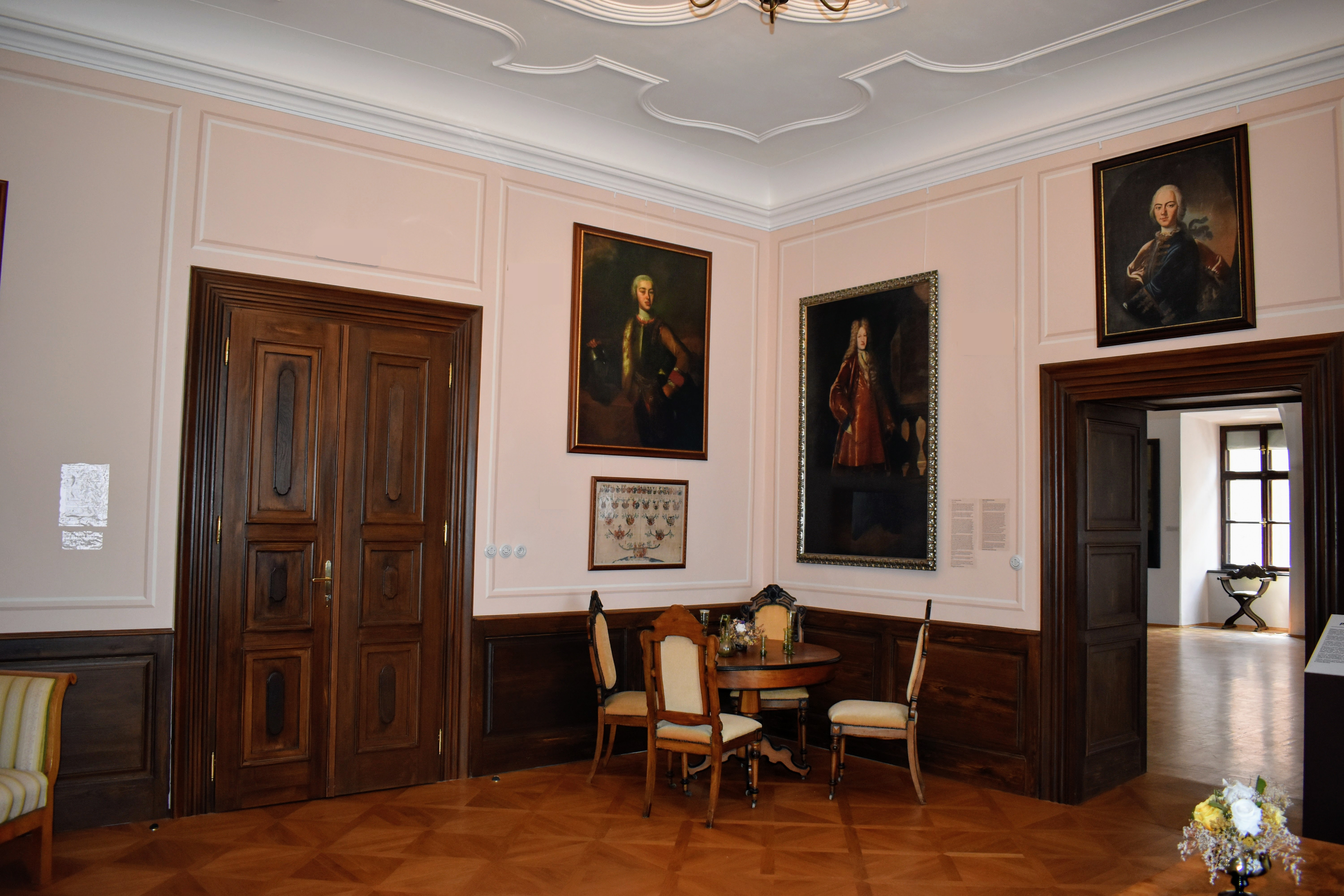
Historická expozice Muzejního a galerijního centra v prvním patře jižního křídla zámku

Koncem 80. let 20. století se již zámek nacházel v technicky nevyhovujícím stavu. Rekonstrukce objektu začala v červnu 1996 a pokračovala až do začátku 21. století. Budova získala novou střešní krytinu, okna a především charakteristickou růžovou barvu exteriérových omítek. Roku 2005 byly vyměněny dva cymbály, visící ve věžních hodinách. V letech 2006–2008 prošlo rekonstrukcí také druhé nádvoří zámku, kdy byla v prostorách někdejší vězeňské kaple zřízena Galerie kaple, soustředící se na prezentaci krátkodobých výstav moderního umění a z přilehlé sýpky se stalo turistické informační centrum.  Od roku 2014 je v místnostech jižního křídla zámku umístěno Muzejní a galerijní centrum, které v prvním poschodí provozuje rozsáhlou expozici, věnovanou dějinám města a rodu Žerotínů. Další výstavní prostory se nacházejí ve druhém patře a přízemí téhož křídla. Místnosti ve druhém patře a podkroví byly přizpůsobeny potřebám Zámeckého penzionu.

## Architektura

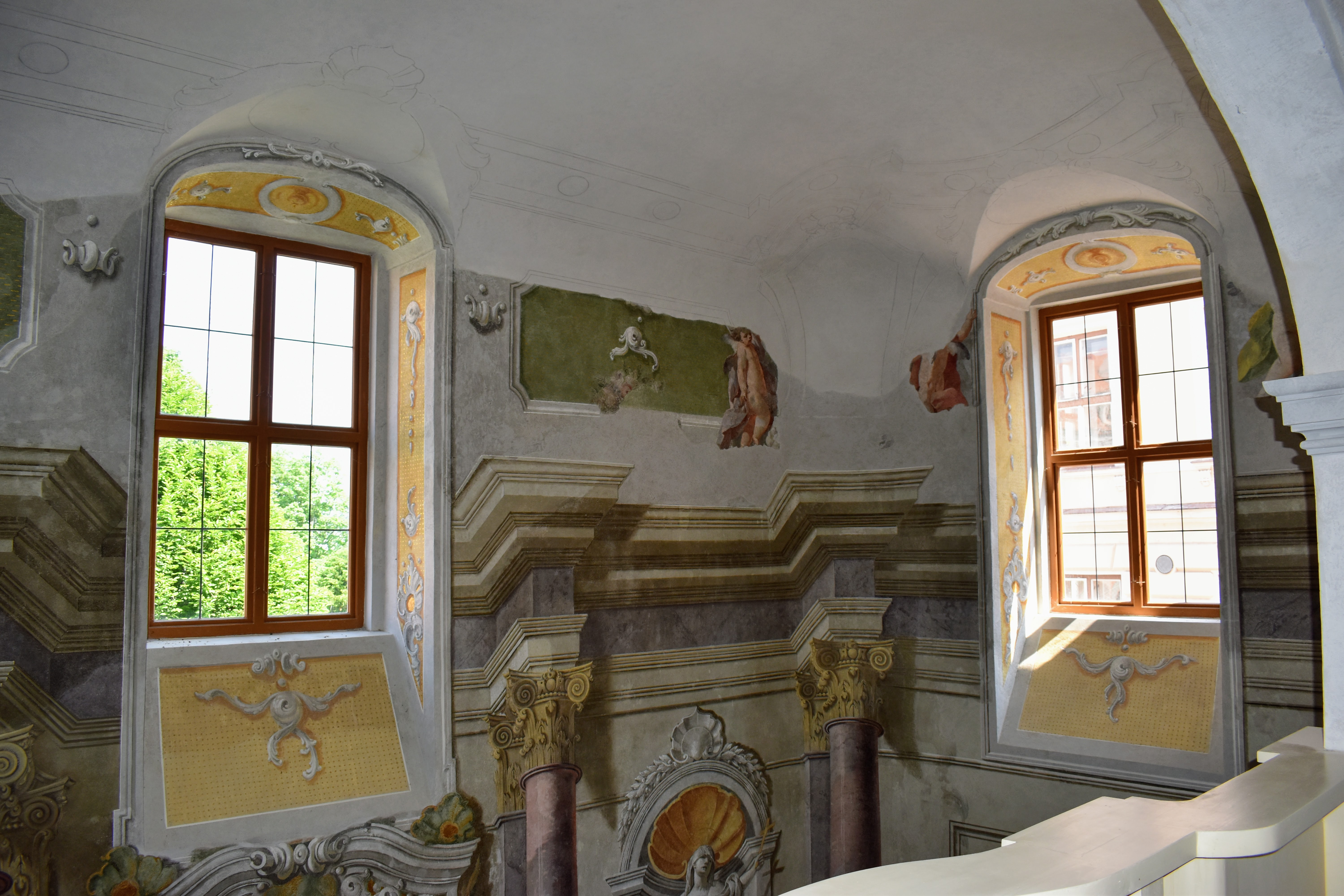
Interiér zámecké kaple Smrtelných úzkostí Ježíše Krista pohledem z oratoře

Zámek Žerotínů ve Valašském Meziříčí má podobu monumentální barokní stavby, stojící na půdorysu ve tvaru písmene U. Vstupní průčelí s hodinovou vížkou je orientováno směrem k náměstí. Uvnitř vížky jsou umístěny dva cymbály o váze 20 až 30 kg. Objekt je kryt mansardovou střechou a v celém přízemí jsou zachovány renesanční valené klenby s výsečemi a vytaženými ostrými hřebínky. V prvním patře jižního křídla se nachází fragmenty původní freskové výzdoby a tzv. freskový sál, zdobený nástropní malbou, znázorňující čtyři evangelisty.

### Kaple Smrtelných úzkostí Ježíše Krista
Kaple byla zřízena nejspíše během přestavby zámku ve 20. letech 18. století. V 60. letech 18. století byla vyzdobena freskami olomouckého malíře Josefa Ignáce Sadlera a poté, co začal zámek sloužit jako ženská trestnice, v ní byly celebrovány soukromé mše pro sestry vincentky, které věznici spravovaly. Roku 1926 byly fresky zalíčeny a strop byl zcela stržen. Obnova kaple probíhá od roku 2014, v roce 2020 byly dokončeny nejdůležitější restaurátorské zásahy a kaple se stala součástí návštěvnické prohlídkové trasy.